# Max Jakob (Orgelbauer)

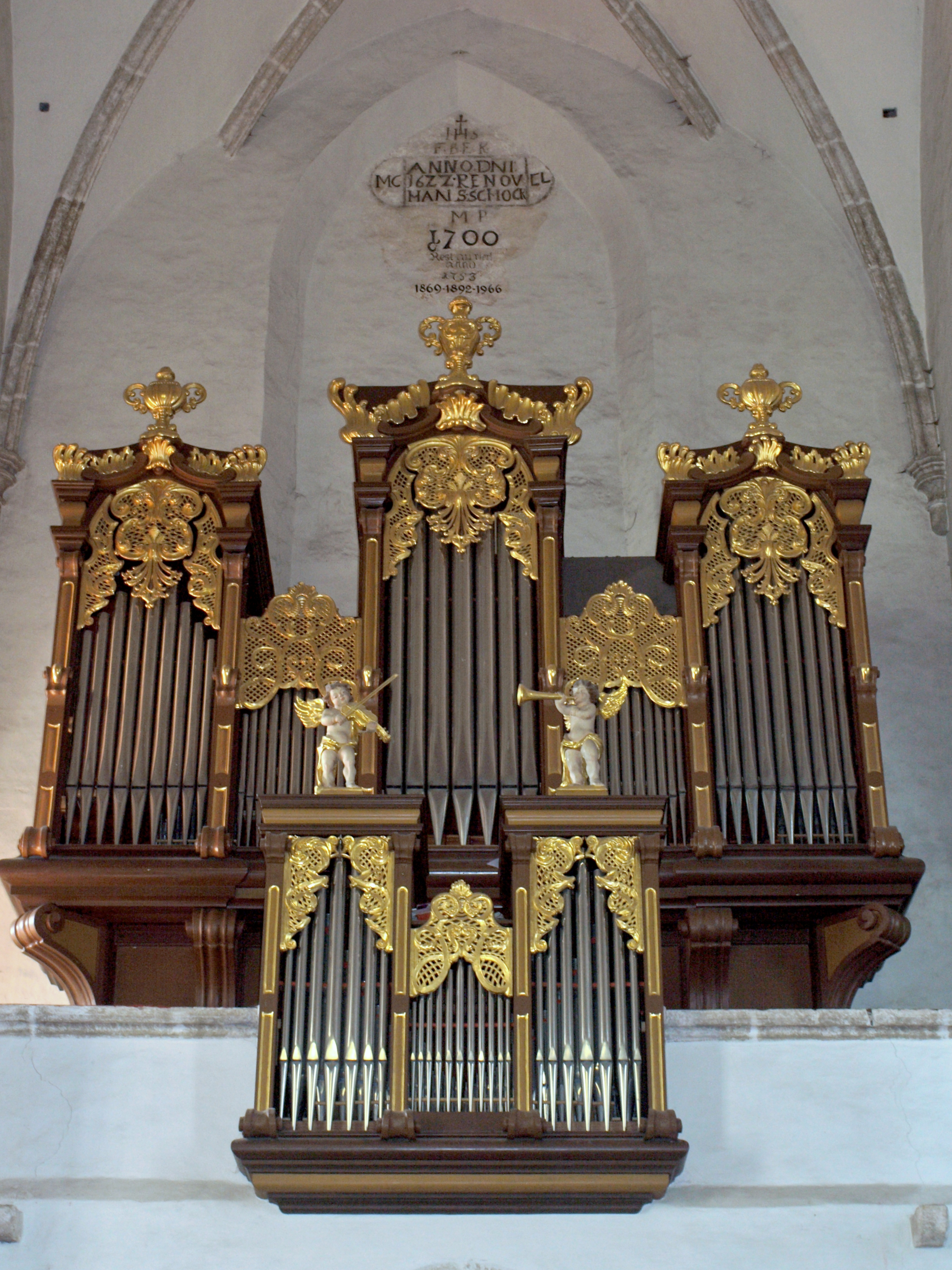
Pfarrkirche Kilb

Max Jakob (* 5. Februar 1847 in Luditz in Böhmen; † 4. September 1918 in Ybbs an der Donau) war ein böhmisch-österreichischer Orgelbauer.

## Leben
Aus den vorhandenen Quellen ergibt sich, dass Max Jakob bereits ab 1875 eine eigene Werkstatt führte. Er vollzog ebenso wie seine Zeitgenossen den Wechsel von der mechanischen Schleifladenorgel zur Orgel mit Kegelladen. Dies insbesondere, als Schleifladenorgeln gegen Ende des 19. Jahrhunderts nicht mehr als zeitgemäß galten. In seiner Werkstätte wurden rund 40 Orgeln gefertigt.

## Werkliste
| Jahr | Ort                           | Gebäude                                 | Bild | Manuale | Register | Bemerkungen                                          |
| ---- | ----------------------------- | --------------------------------------- | ---- | ------- | -------- | ---------------------------------------------------- |
| 1875 | Aggsbach Markt                | Pfarrkirche Aggsbach Markt              |      | I/P     | 8        | seit 1871 Orgel von Franz Meinl                      |
| 1880 | Klostermarienberg             | Pfarrkirche St. Georg                   |      | I/P     | 8        |                                                      |
| 1890 | Schwarzenbach an der Gölsen   | Pfarrkirche Schwarzenbach an der Gölsen |      | I/P     | 5        |                                                      |
| 1890 | Lackenhof                     | Pfarrkirche Lackenhof                   |      | I/P     | 6        | 2023 restauriert                                     |
| 1891 | Wien-Gersthof                 | Pfarrkirche Gersthof                    |      | II/P    | 20       |                                                      |
| 1892 | Texing                        | Pfarrkirche Texing                      |      | I/P     | 8        | [ 1 ]                                                |
| 1894 | Neumarkt an der Ybbs          | Pfarrkirche Neumarkt an der Ybbs        |      | II/P    | 10       | nicht erhalten                                       |
| 1895 | Annaberg NÖ                   | Pfarrkirche St. Anna                    |      | II/P    | 14       | Positiv stillgelegt                                  |
| 1895 | Puchenstuben                  | Pfarrkirche Puchenstuben                |      | I/P     | 7        | [ 2 ]                                                |
| 1897 | Hollenburg (Gemeinde Krems)   | Pfarrkirche Hollenburg                  |      | II/P    | 13       |                                                      |
| 1899 | Melk                          | Mariä-Himmelfahrt-Kirche (Melk)         |      | II/P    | 14       | nicht erhalten, seit 1969 Orgel von Gregor Hradetzky |
| 1899 | Loich                         | Pfarrkirche Loich                       |      | I/P     | 6        |                                                      |
| 1899 | Ramsau NÖ                     | Ramsau in NÖ                            |      | II/P    | 14       | von Gregor Hradetzky 1961 erweitert                  |
| 1900 | Wallsee                       | Filialkirche St. Anna                   |      | I/P     | 6        |                                                      |
| 1901 | Würmla                        | Pfarrkirche Würmla                      |      | II/P    | 12       |                                                      |
| 1903 | Mautern in Steiermark         | Pfarrkirche Mautern                     |      | II/P    | 16       |                                                      |
| 1904 | Konradsheim NÖ                | Pfarrkirche Konradsheim                 |      | I/P     | 9        | mechanische Kegellade                                |
| 1904 | Lunz am See                   | Pfarrkirche Lunz am See                 |      | II/P    |          |                                                      |
| 1908 | Kilb                          | Pfarrkirche Kilb                        |      | II/P    | 19       |                                                      |
| 1908 | Wald (Gemeinde Pyhra)         | Pfarrkirche Wald in Pyhra               |      | II/P    | 10       |                                                      |
| 1909 | Türnitz                       | Pfarrkirche Türnitz                     |      | II/P    | 14       |                                                      |
| 1911 | Mitterretzbach                | Pfarrkirche Mitterretzbach              |      | II/P    | 13       | [ 3 ]                                                |
| 1911 | Hirschbach (Niederösterreich) | Pfarrkirche Hirschbach                  |      | I/P     | 9        | [ 4 ]                                                |
| 1913 | Niederfladnitz                | Pfarrkirche Niederfladnitz              |      | I/P     | 8        |                                                      |